# Barabbas (téléfilm)
Pour les articles homonymes, voir Barabbas.
Pour plus de détails, voir Fiche technique et Distribution.
Barabbas est un téléfilm italien en deux parties réalisé par Roger Young, diffusé en 2012.

## Fiche technique
- Titre original : Barabbas
- Réalisation : Roger Young
- Scénario : Francesco Scardamaglia (de), Nicole Lusuardi et Salvatore Basile (es), d'après l'œuvre de Pär Lagerkvist
- Musique : Paolo Vivaldi (it)
- Durée : 200 minutes
- Production : Compagnia Leone Cinematografica, Rai Fiction, ReelzChannel
- Pays d'origine :  Italie
- Dates de diffusion :
  - France : 28 décembre 2012 sur France 3

## Distribution
- Billy Zane (V. F. : Pierre Tessier) : Barabbas
- Cristiana Capotondi : Ester
- Filippo Nigro : Pilate
- Anna Valle : Claudia
- Tommaso Ramenghi (it) : Dan
- Marco Foschi (en) : Jésus
- Luca Fiamenghi (it) : Marco
- Maria Cristina Heller (it) : Samira